# Universidade Católica de Santos
A Universidade Católica de Santos (UNISANTOS) é uma Instituição Comunitária de Ensino Superior (ICES) localizada na cidade de Santos na região da Baixada Santista, litoral do estado de São Paulo. Tornou-se uma universidade em 1986. Seus cursos são reconhecidos pelo Ministério da Educação (MEC) e sua sede está localizada no Campus Dom Idílio José Soares. 

## História
A história da Universidade Católica de Santos tem início em 1951 quando foi fundada a Sociedade Visconde de São Leopoldo. Na época, o objetivo foi a instalação do primeiro curso jurídico na região. O crescimento da universidade se deu com a implantação das seguintes faculdades: Faculdade de Filosofia, Ciências e Letras; Faculdade de Comunicação; Faculdade de Ciências Econômicas e Comerciais; Faculdade de Arquitetura e Urbanismo; Faculdade de Serviço Social; Faculdade de Enfermagem; Faculdade de Farmácia e Bioquímica; e Faculdade de Engenharia.  Em 6 de fevereiro de 1986, a Universidade Católica de Santos foi reconhecida, tornando-se a primeira universidade da região, com a homologação do parecer de aprovação do processo 3924/76, pelo então ministro Marco Maciel.
A Universidade é formada por seis Centros de Ensino e Pesquisa:
- Centro de Ciências da Educação e Comunicação (CCEC)
- Centro de Ciências Exatas, Arquitetura e Engenharia (CCEAE)
- Centro de Ciências Sociais Aplicadas e da Saúde (CCSAS)
- Faculdade de Direito (Fadir)
- Instituto de Pesquisas Científicas e Tecnológicas (Ipeci)

- Instituto de Teologia São José de Anchieta (ITSJA)

Ao todo, a UNISANTOS mantém 29 cursos de Graduação, 4 cursos de Pós-Graduação stricto sensu Mestrado em Educação, Direito, Psicologia e Políticas públicas e Saúde Coletiva. Os programas de Doutorado são em Educação, Direito e Saúde Pública. A Universidade tem diversos cursos de Especialização, Aperfeiçoamento e Extensão. O ensino, dentro da sua vocação comunitária, é ligado a uma tradição de formação humanística com valorização aos setores voltados para as Ciência Sociais Aplicadas, Ciências Humanas e as Artes.

### Parcerias
A UNISANTOS faz parte da ABRUC (Associação Brasileira das Universidades Comunitárias). Sua participação nesse associação implica o reconhecimento de que as atividades sociais não devem estar restritas apenas à atuação do Estado. Por isso, a Universidade dedica parte de sua receita para investir em atividades de educação e assistência social. Dentre essas ações, destacam-se os programas de bolsas de estudo, em especial as bolsas de estudos com base em perfis socioeconômicos e as bolsas para refugiados, atendimento gratuito em hospitais, clínicas psicológicas, assistência jurídica, entre outras. Essas ações, ligadas aos projetos comunitários, colaboram para o estabelecimento de um compromisso social entre alunos, professores e comunidade. A Universidade mantém um Curso de Extensão Aberto Para a Terceira Idade.
Além da estrutura acadêmica e o apoio ao ensino e pesquisa, o Projeto Cultural da Universidade busca ampla atuação junto ao público da Baixada Santista, englobando uma Orquestra de Câmara, um grupo teatral, quatro corais e um Quarteto de Cordas.

### Catolicismo
Estatutariamente, tem como chanceler o bispo diocesano emérito Dom Jacyr Francisco Braido. A reitoria é formada pelo reitor e quatro pró-reitores. Atualmente, é composta pelo professor Marcos Medina Leite (reitor); professora Roseane Marques da Graça Lopes (pró-reitora acadêmica); professora Mariângela Mendes Lomba Pinho (pró-reitora administrativa); professor Cláudio José dos Santos (pró-reitor comunitário); e professor Padre Cláudio Scherer da Silva (pró-reitor de Pastoral).

## Ex-alunos ilustres
- Alberto Mourão - Graduado em Direito, ex-deputado federal e atual prefeito de Praia Grande [8];
- Antonio Cezar Peluso - Graduado em Direito, ministro e presidente do Supremo Tribunal Federal [9] [10];
- Carlos Monforte - Formado em Jornalismo e jornalista da Rede Globo, comentarista de Política Externa na Globo News.[11]
- Gastone Righi - Graduado em Direito pela então Faculdade Direito de Santos, ex-deputado federal por 4 legislaturas, líder da bancada e ex-presidente nacional do PTB [12];
- Jacob Pinheiro Goldberg - psicólogo, advogado, assistente social e escritor brasileiro. É considerado uma das maiores figuras da psicologia no Brasil e do mundo.
- Luís Roberto - Jornalista e narrador esportivo brasileiro[13];
- Márcio França - Graduado em Direito, ex-prefeito de São Vicente, ex-deputado federal, líder do PSB na Câmara Federal, ex-vice e Governador do Estado de São Paulo.[14];
- Moura Ribeiro - Advogado, juiz de direito, ex-desembargador do Tribunal de Justiça do Estado de São Paulo e, atualmente, ministro do Superior Tribunal de Justiça.
- Phelipe Siani - Comunicador, palestrante e empresário brasileiro;
- Rubens Ewald Filho - jornalista, crítico de cinema, apresentador, ator, cineasta e diretor teatral;
- Telma de Souza - Pedagoga e Advogada, ex-deputada federal e ex-prefeita de Santos[15];
- Vicente Fernandes Cascione - Advogado, ex-deputado federal, integrante da Constituinte de 1988 [16];